# Guérard
 Guérard  es una población y comuna francesa, en la región de Isla de Francia, departamento de Sena y Marne, en el distrito de Meaux y cantón de Coulommiers.

## Demografía
| 879 | 913 | 1022 | 1422 | 1781 | 1970 |
| Para los censos de 1962 a 1999 la población legal corresponde a la población sin duplicidades (Fuente: INSEE [Consultar]) |     |      |      |      |      |